# Chutchawal Khawlaor
Chutchawal Khawlaor  (* 17. Januar 1988) ist ein thailändischer Taekwondoin. Er startet in der leichtesten Gewichtsklasse bis 54 Kilogramm.
Seinen ersten internationalen Erfolg feierte Khawlaor bei der Juniorenasienmeisterschaft 2003 in Ho-Chi-Minh-Stadt, wo er in der Klasse bis 45 Kilogramm den Titel gewann. Zwei Jahre später konnte er den Titel in Almaty erfolgreich verteidigen. Der Durchbruch in die internationale Spitze gelang Khawlaor im Jahr 2006. In Bangkok wurde er in der Klasse bis 54 Kilogramm erstmals auch im Erwachsenenbereich Asienmeister. Bei seiner ersten Weltmeisterschaft 2007 in Peking zog Khawlaor ins Finale ein und gewann nach einer Niederlage gegen Choi Yeon-ho auf Anhieb die Silbermedaille. Er qualifizierte sich für die Olympischen Spiele 2008 in Peking, wo er in der Klasse bis 58 Kilogramm mit zwei Siegen das Halbfinale erreichte, nach Niederlagen gegen Guillermo Pérez und Chu Mu-yen eine Medaille letztlich jedoch knapp verfehlte und Fünfter wurde.
Auch in den folgenden Jahren blieb Khawlaor erfolgreich. Bei der Weltmeisterschaft 2009 in Kopenhagen erreichte er das Halbfinale und gewann nach einer Niederlage gegen Mahmood Haidari mit Bronze seine zweite WM-Medaille. 2010 wurde er in Astana Asienmeister und gewann in Guangzhou auch bei den Asienspielen die Goldmedaille. Seinen sportlich bislang größten Erfolg feierte Khawlaor bei der Weltmeisterschaft 2011 in Gyeongju. Im Finale der Klasse bis 54 Kilogramm schlug er Park Ji-woong und wurde erstmals Weltmeister. Im folgenden Jahr zog er sich bei der Asienmeisterschaft in Ho-Chi-Minh-Stadt im Halbfinale eine Knieverletzung zu und verpasste so die Teilnahme an den Olympischen Spielen 2012 in London, nachdem er sich zunächst mannschaftsintern gegen Pen-Ek Karaket durchgesetzt hatte.